# 나탈리에 포사
나탈리에 포사(Nathalie Poza, 1972년 3월 7일 ~ )는 스페인의 배우이다. 제32회 고야상 시상식에서 영화 《캔트 세이 굿바이》로 여우주연상을 수상했다.

## 출연 작품
- 로사 웨딩 (2020)
- 와일 앳 워 (2019)
- 캔트 세이 굿바이 (2017)
- 더 타이탄 (2017)
- 줄리에타 (2016)
- 트루만 (2015)
- 풋볼 데이 (2003)
- 연애의 기술 (2003)